# Franz Xaver Gruber
Franz Xaver Gruber (født 25. november 1787 i Unterweitzberg, Hochburg-Ach, død 7. juni 1863 i Hallein) var en østrigsk skolelærer og organist, der skrev Stille Nacht, heilige Nacht.
Han var ansat ved kirken i landsbyen Arnsdorf. Samtidig var han organist og korleder i St. Nicholas Kirke i nabobyen Oberndorf nær Salzburg. Han flyttede senere til den nærliggende by Hallein.
Sammen med Joseph Mohr skrev han Stille Nacht, heilige Nacht. Mohr havde lavet teksten, som Gruber så satte melodi til. Under uropførelsen i Oberndorf gentog St. Nicholas Kirkes kor de to sidste linjer i hvert vers.
I sine sidste år skrev Gruber mange arrangementer for kor og orgel og for orgel med orkester. Han skrev dusinvis af andre kirkelige sange, hvoraf mange stadig høres i de østrigske kirker.